# Етно музеј "26. јули"
Етно музеј „26. јули” у Лесковцу је приватни музеј који чува сећање на македонску културу и традицију.

## Настанак музеја
Основао га је 2012. године Никола Миловић, тада једанаестогодишњак, као приватну збирку са 50 експоната које је донирала једна породица у кућици иза Гаретове палате, простору месне заједнице Центар, подстакнут радом Удружења грађана македонске националне мањине "Илинден". Једно време је носио назив Музеј српско-македонског народа "Александар Македонски".

## Музеј данас
Данас музеј поседује више од хиљаду предмета, грнчарије, покућства, алата за сеоско домаћинство, докумената и књига из 18. и 19. века. Од 2015. године је део манифестације Ноћ музеја, а од 2018. и манифестације Музеји за 10. Организује разне радионице и предавања за школарце у циљу очувања македонске културе и традиције.